# ألف بود (لاعب اتحاد الرغبي)
ألف بود (بالإنجليزية: Alf Budd)‏ هو لاعب اتحاد الرغبي نيوزيلندي، ولد في 1 أغسطس 1922 في Bluff, New Zealand ‏ في نيوزيلندا، وتوفي في 8 مارس 1989 في وانغاري في نيوزيلندا.